# Birak
Birak ou Brak (en arabe : براك) est une ville du centre-ouest de la Libye dans la région du Fezzan.